# Brauer Ildikó
Brauer Ildikó (1966. április 25. –) magyar kortárs festőművész, grafikus.

## Életrajza
1978 és 2004 között a Gaál Imre Stúdió tagja volt, mestere: Morvay László.
1980 és 1984 között a Képző -és Iparművészeti Szakközépiskolában, majd 1986-tól 1989-ig a Kirakatrendező -és Dekoratőr Iskolában tanult. 1990 és 1994 között a Magyar Iparművészeti Főiskola hallgatója volt.
Festőmestere: Baska József, grafikusmestere: Molnár Gyula.
1994 óta tagja a Fiatal Iparművészek Stúdiójának, 1995 óta a Magyar Köztársaság Művészeti Alapnak, 2004-től pedig a Morvay László Stúdiónak.

## Kiállításai

### Egyéni kiállítások
2019 - Színdbád- Közösségi Iroda és Rendezvénytér - Budapest
2018 -  Madách Színház. Tolnay Terem - Budapest
2015 -  Lakásgaléria(székely Gábor) - Budapest
2014 - Budapest Hotel - Budapest
- 2011 - Madách Színház -Tolnay Terem - Budapest
- 2008 - Fiatal Iparművészek Stúdiója - Budapest
- 2008 - Képzőművészeti Tárlat - Budaörs
- 2003 - Fiatal Iparművészek Stúdiója - Budapest
- 1998 - Bank Center - Budapest
- 1997 - Kosztolányi Művelődési Központ - Budapest
- 1996 - Polaris Galéria - Budapest
- 1993 - Ezoterikus Könyvesbolt

### Csoportos kiállítások
2021 - Kép-tár-ház - Szombathely
2021 - HORIZONT - MAOE & REÖK - Szeged
2021 - Cirkuszvilág - Visegrád-Budapest
2020 - Stílusban a divat - Kortárs divat és design kiállítás - Eger
2019 - Dimenziók- Reök Palota - Szeged
2014 - Madách Színház-Tolnay Terem - Budapest
2014 - Újrafestett Valóság - Magyar Nemzeti Galéria - Győr
2014 - Újrafestett Valóság - Magyar Nemzeti Galéria - Debrecen 
2014 - Újrafestett Valóság - Magyar Nemzeti Galéria - Kaposvár
2014 - Újrafestett Valóság - Magyar Nemzeti Galéria - Pécs

2013 - Újrafestett Valóság - Magyar Nemzeti Galéria -Vác 
| - 2012 - Újrafestett Valóság – Magyar Nemzeti Galéria - Budapest - 2010 - Boulevard & Brezsnyev Gallery - Budapest - 2010 - Festészet Napja Kiállítás - Telki - 2010 - Fesztivál Képzőművészeti Kiállítás - Budaörs - 2009 - Ikonográfiai Kiállítás - Kaposvár - 2009 - Nemzetközi Képzőművészeti Kiállítás– Granada, Spanyolország - 2008 - In Memoriam - Leonardo da Vinci - Tatabánya - 2008 - Design 7 - Re-Design - Budapest - 2008 - Fesztivál Képzőművészeti Kiállítás - Budaörs - 2008 - KREA-Vizuális Tanárok Kiállítása - Budapest - 2007 - VAM design - FISE Kiállítása - Budapest - 2007 - Kortárs Művészeti Kiállítás - Budapest - 2007 - FISE Kiállítás - Budapest, Kultea - 2007 - Magyar Festők Társaság Kiállítása - Budapest, Vigadó - 2002 - FISE Kiállítás Budapest, Vigadó - 2002 - FISE Kiállítás - Berlin - 2002 - Pastell Biennálé - Esztergom - 2002 - Kortárs Művészeti Kiállítás - Budapest - 1996 - Grafikai Biennálé - Békéscsaba - 1996 - Gapfikai Biennálé - Miskolc - 1996 - Különös Nyomatok - Budapest - 1995 - Sorskártya Kiállítás - Győr |

### Díjak
| - 2009 - Antonio Gualda Nemzetközi Képzőművészeti - Diploma - 2001 - Vendégvárás Művészete - II. díj - 1994 - Heltai Gáspár Diplomapályázat- I. díj - 1993 - Ösztöndíj - Berlin - 1993 - Pestszenterzsébeti Önkormányzat Arculattervezése - III. díj - 1991 - MIF: Dióssy-Nagyajtai pályázat I. díj |